# Milena Oda
Milena Oda (* 15. März 1975 in Jičín, Tschechoslowakei) ist eine tschechische deutschsprachige Schriftstellerin.

## Leben
Milena Oda wuchs in Stará Paka auf und besuchte eine Mittelschule in Litomyšl. Ihre Muttersprache ist Tschechisch, im Selbststudium eignete sie sich die deutsche Sprache an und begann später an der Universität von Olmütz, Germanistik und Geschichte zu studieren.
Sie setzte ihr Studium in den Fächern Romanistik, Anglistik und Theaterwissenschaft in Bayreuth, Salzburg und Klagenfurt und Düsseldorf fort. In Klagenfurt hospitierte sie daneben als Dramaturgie- und Regieassistentin am dortigen Stadttheater. Gleichzeitig begann sie, eigene literarische Texte in deutscher Sprache zu verfassen. 2001 schloss sie ihr Studium mit dem Magistergrad in Olmütz ab und lebte danach in Düsseldorf. Dort arbeitete sie im Düsseldorfer Schauspielhaus als Dramaturgiehospitantin bei Jürgen Gosch. Mit dem Regisseur Burkhard C. Kosminski setzte sie als Assistentin den Film Dancer in the Dark in eine tschechisch-deutsche Theateraufführung mit denselben Namen um. Milena Oda begann in dieser Zeit mit der Verfassung ihres Theaterstückes Mehr als Meer.
Sie lebt nun seit mehreren Jahren in Berlin, ab 2008 als freie Schriftstellerin und Übersetzerin und seit 2011 auch in New York. Hauptsächlich schreibt sie Prosa in deutscher Sprache, sie ist aber auch Autorin und Verfasserin von Lyrik, Essays, erzählenden Werken und Theaterstücken auf Deutsch, Tschechisch und Englisch. Es folgten zahlreiche Veröffentlichungen in Literaturzeitschriften, darunter Magazine und Zeitschriften wie Ostragehege, Lose Blätter, Volltext, Lauter niemand und Umlaut. Außerdem arbeitet sie als Übersetzerin und Autorin für WDR 3, die Prager Zeitung, Literární noviny und Idnes.cz (Kavarna).

## Auszeichnungen
Auszeichnungen und Nominierungen:
- 2007 – Nominierung für den Ingeborg-Bachmann-Preis in Klagenfurt/Österreich mit dem Text Der Briefschreiber
- 2006 – Preisträgerin des anonymen Literaturwettbewerbs Marguerite d’Or im Rahmen des Literaturfestivals Wien mit der Erzählung Auf Schritt und Tritt
- 2006 – Nominierung für den Förderpreis der Stadt Düsseldorf
- 2005 – Nominierung zum Theaterpreis der Alfred Radoks Stiftung (Prag) mit dem Theaterstück Mehr als Meer
- 2003 – Nominierung des Theaterstücks Schöne Aussichten oder Mehr als Meer bei Drama Köln
- 2002 – Nominierung für den Literaturwettbewerb deutschsprachiger Autorinnen Open Mike, mit der Erzählung auf Schritt und Tritt, veranstaltet von der Literaturwerkstatt Berlin

Milena Oda erhielt zahlreiche Stipendien und Einladungen:
- 2012 – Alfred Döblin Stipendium von der Akademie der Künste (Berlin) in Wewelsfleth, Deutschland
- 2011 – International Writing Program, Iowa, USA
- 2009 – Literaturstipendium im Literaturhaus Lenau in Pécs, Ungarn
- 2008/09 – Arbeitsstipendium im Künstlerdorf Schöppingen, Deutschland
- 2008 – Arbeitsaufenthalt im Übersetzerhaus Looren, Schweiz
- 2006 – Übersetzerstipendium des Europäischen Übersetzer-Kollegiums in Straelen. Arbeit an der Übersetzung des Romans von Jáchym Topol, Zirkuszone/Kloktat dehet aus dem Deutschen ins Tschechische mit Andreas Trettner
- 2006 – Literaturstipendium in der Fabrik Burgdorf in Burgdorf
- 2005 – Aufenthaltsstipendium im Unabhängigen Literaturhauses Niederösterreich in Krems an der Donau

## Werke
- Nennen Sie mich Diener. Roman. Typostudio Schumachergebler, Dresden 2011
- Ferenc. Liebeserklärung an die Schuhe. Erzählung/Prosa. Verzone, Praha 2011 (deutsch/tschechische Ausgabe)
- Mehr als Meer. Zweisprachiges (deutsch/arabisches) Theaterstück. Edition Bibliotheca Alexandria, Ägypten 2009. IACT in Alexandria. Im Rahmen des Theaterfestivals The Creativ Forum for Independent Theatergroups.
- Pi-Quadrat. Erzählung/Prosa. Bibliophile Ausgabe, hergestellt von Andreas Hegewald. Buchenpresse, Dresden 2007
- Pěkné vyhlídky(Mehr als Meer). Theaterstück. Větrné Mlýny, Brno 2006

Ihre Werke und Prosagedichte wurden ins Arabische (Ägypten), Portugiesische (Brasilien) und Spanische (Spanien), Russische (Russland) und Tschechische (Tschechien) übersetzt.

### Übersetzungen
- Jáchym Topol: Zirkuszone. Frankfurt am Main 2007